# Вледешть (комуна, Арджеш)
Вледешть, Вледешті (рум. Vlădești) — комуна у повіті Арджеш в Румунії. До складу комуни входять такі села (дані про населення за 2002 рік):
- Вледешть (2703 особи)
- Дрегеску (50 осіб)
- Котяска (268 осіб)
- Путіна (151 особа)

Комуна розташована на відстані 121 км на північний захід від Бухареста, 32 км на північ від Пітешть, 127 км на північний схід від Крайови, 77 км на південний захід від Брашова.

## Населення
За даними перепису населення 2002 року у комуні проживали 3172 особи. Усі жителі комуни рідною мовою назвали румунську.
Національний склад населення комуни:
| Національність | Кількість осіб | Відсоток |
| -------------- | -------------- | -------- |
| румуни         | 3044           | 96,0%    |
| цигани         | 127            | 4,0%     |

Склад населення комуни за віросповіданням:
| Релігія     | Кількість осіб | Відсоток |
| ----------- | -------------- | -------- |
| православні | 3114           | 98,2%    |
| адвентисти  | 37             | 1,2%     |
| бретрени    | 12             | 0,4%     |
| лютерани    | 2              | 0,1%     |

## Зовнішні посилання
- Дані про комуну Вледешть на сайті Ghidul Primăriilor [Архівовано 10 грудня 2011 у Wayback Machine.]